# Пріцвальк
Пріцвальк (нім. Pritzwalk) — місто в Німеччині, розташоване в землі Бранденбург. Входить до складу району Прігніц.
Площа — 165,57 км2. Населення становить 11 870 ос. (станом на 31 грудня 2020 року).

## Демографія
- Динаміка населення з 1875 року в сучасних кордонах (Синя лінія: населення; Пунктир: відносна порівняльна динаміка населення землі Бранденбург; Сірий фон: період Третього рейху; Помаранчевий фон: період НДР)
- Динаміка населення (синя лінія) і прогнози

| Рік  | Населення |
| ---- | --------- |
| 1875 | 10 354    |
| 1890 | 10 949    |
| 1910 | 12 569    |
| 1925 | 13 085    |
| 1939 | 13 130    |
| 1950 | 16 766    |
| 1964 | 14 894    |

| Рік  | Населення |
| ---- | --------- |
| 1971 | 15 623    |
| 1981 | 16 236    |
| 1985 | 16 315    |
| 1990 | 15 995    |
| 1995 | 14 874    |
| 2000 | 14 309    |
| 2005 | 13 336    |

| Рік  | Населення |
| ---- | --------- |
| 2010 | 12 598    |
| 2015 | 11 922    |
| 2016 | 12 050    |
| 2017 | 12 009    |
| 2018 | 11 924    |
| 2019 | 11 879    |
| 2020 | 11 870    |

Джерела даних вказані на Wikimedia Commons.
Українська діаспора у місті складає до 200 осіб, хоч невелика кількість українців тут була і раніше, але більшість складають біженці з України після 2022 року.

## Галерея

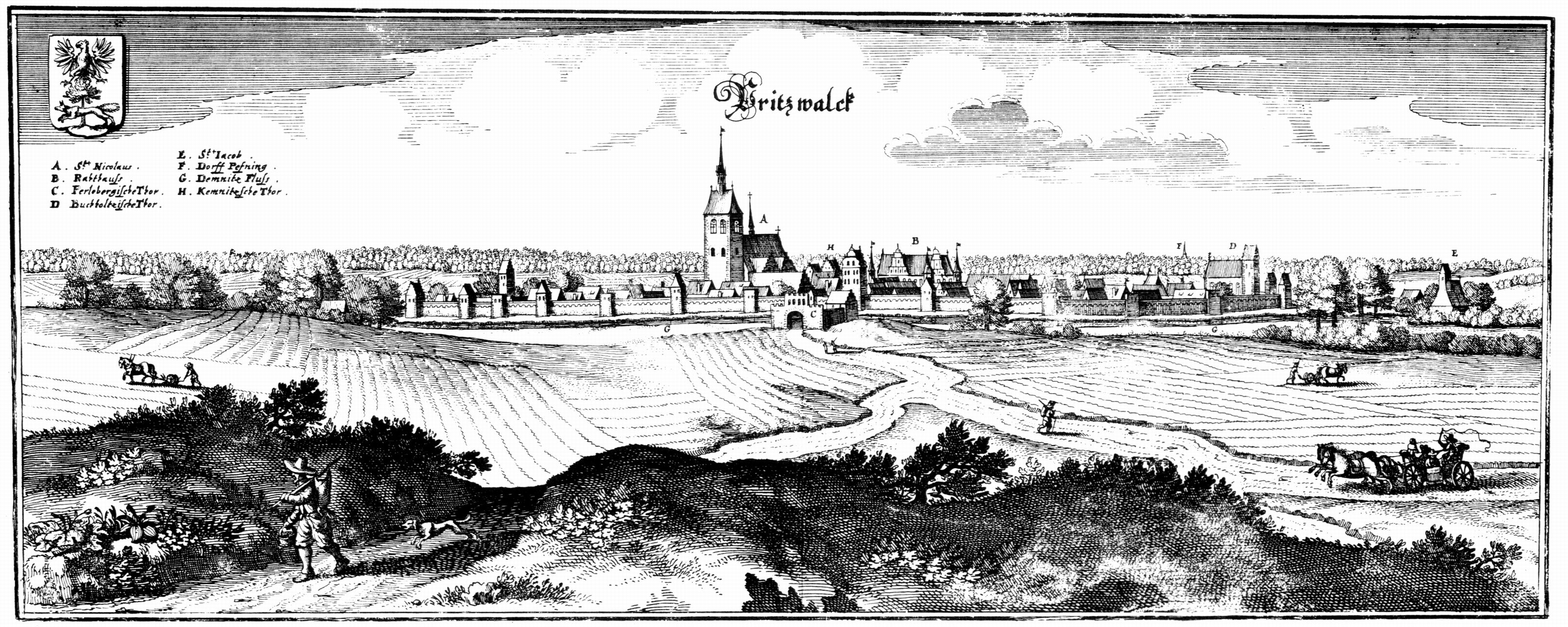
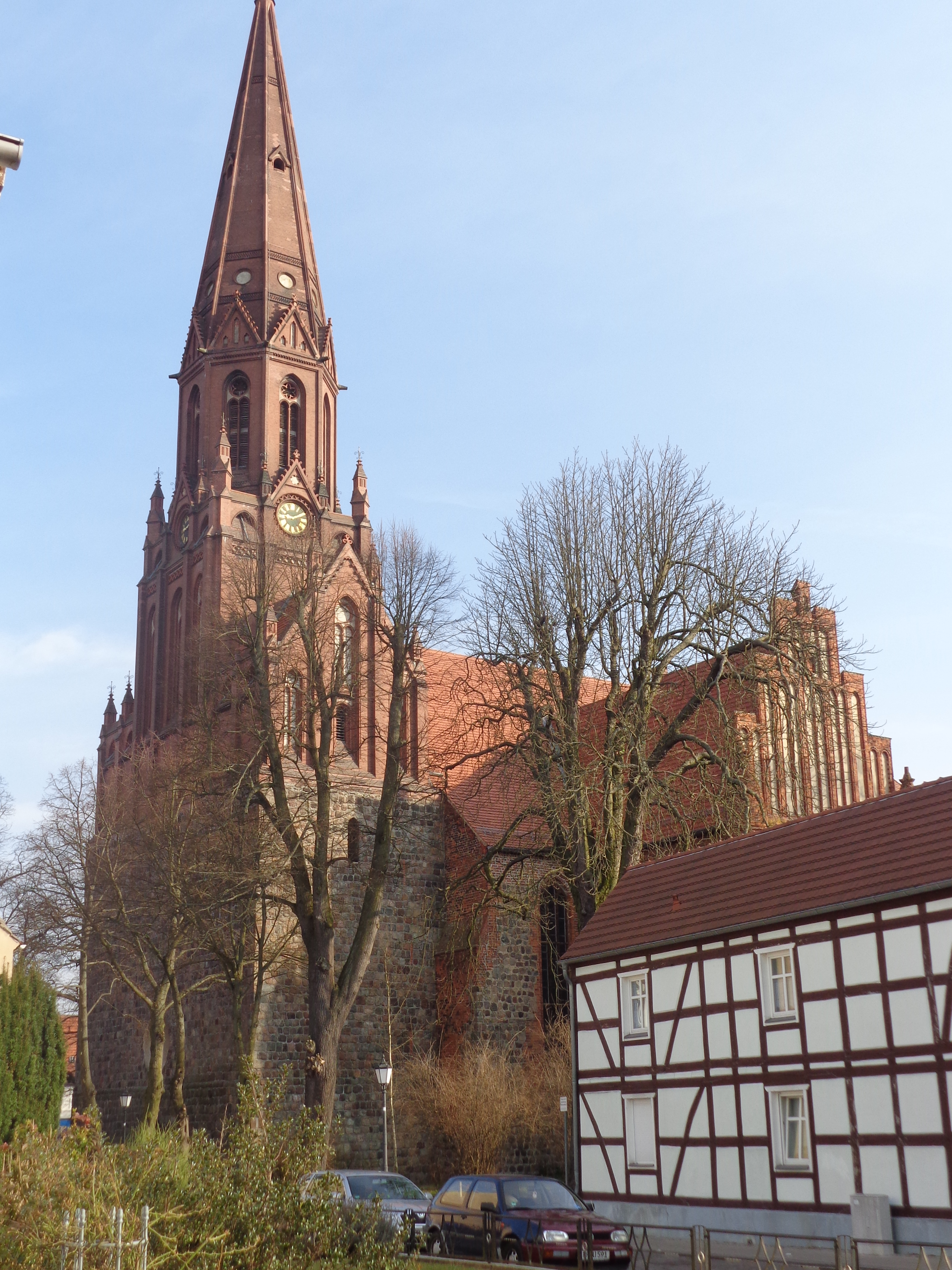
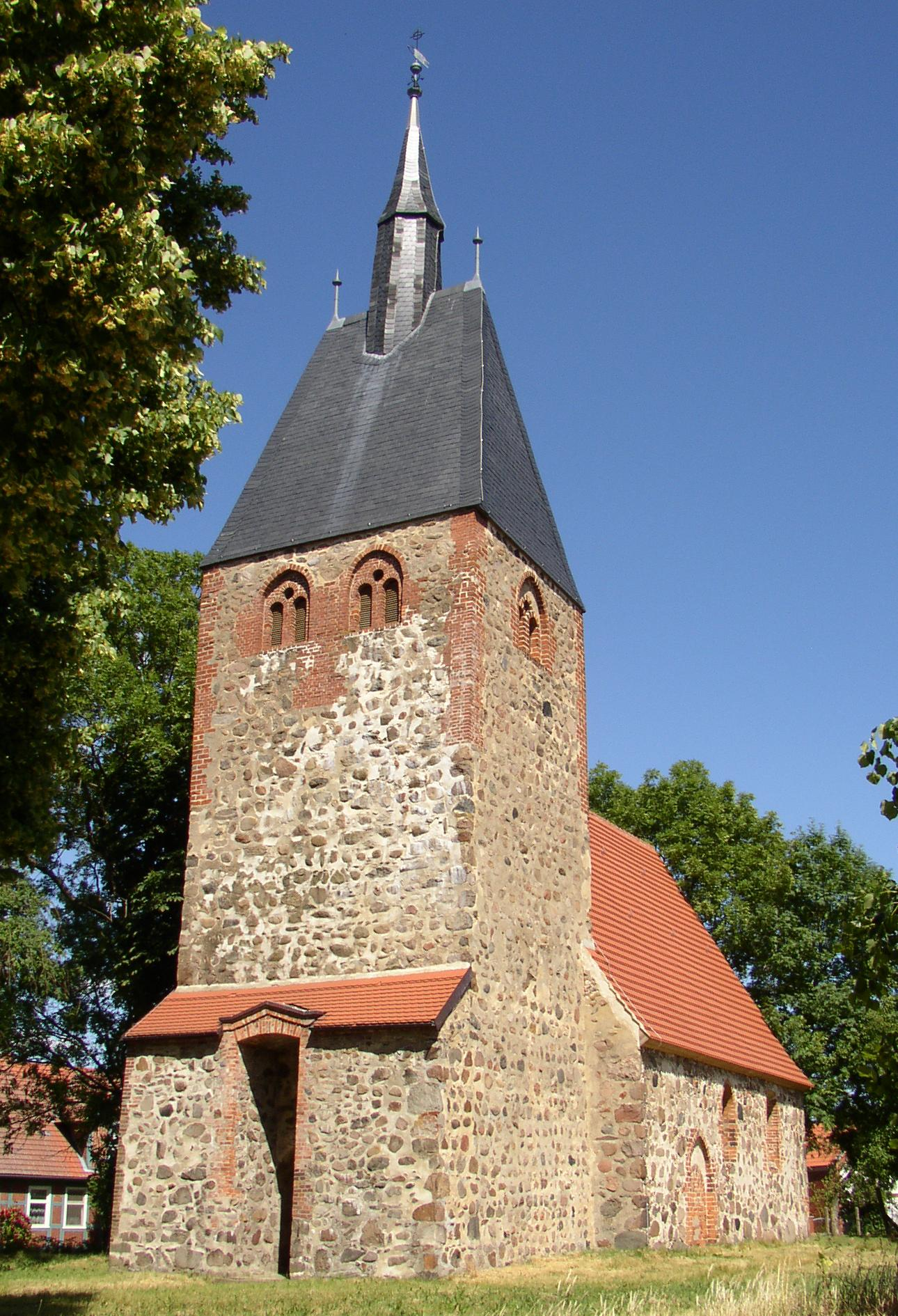
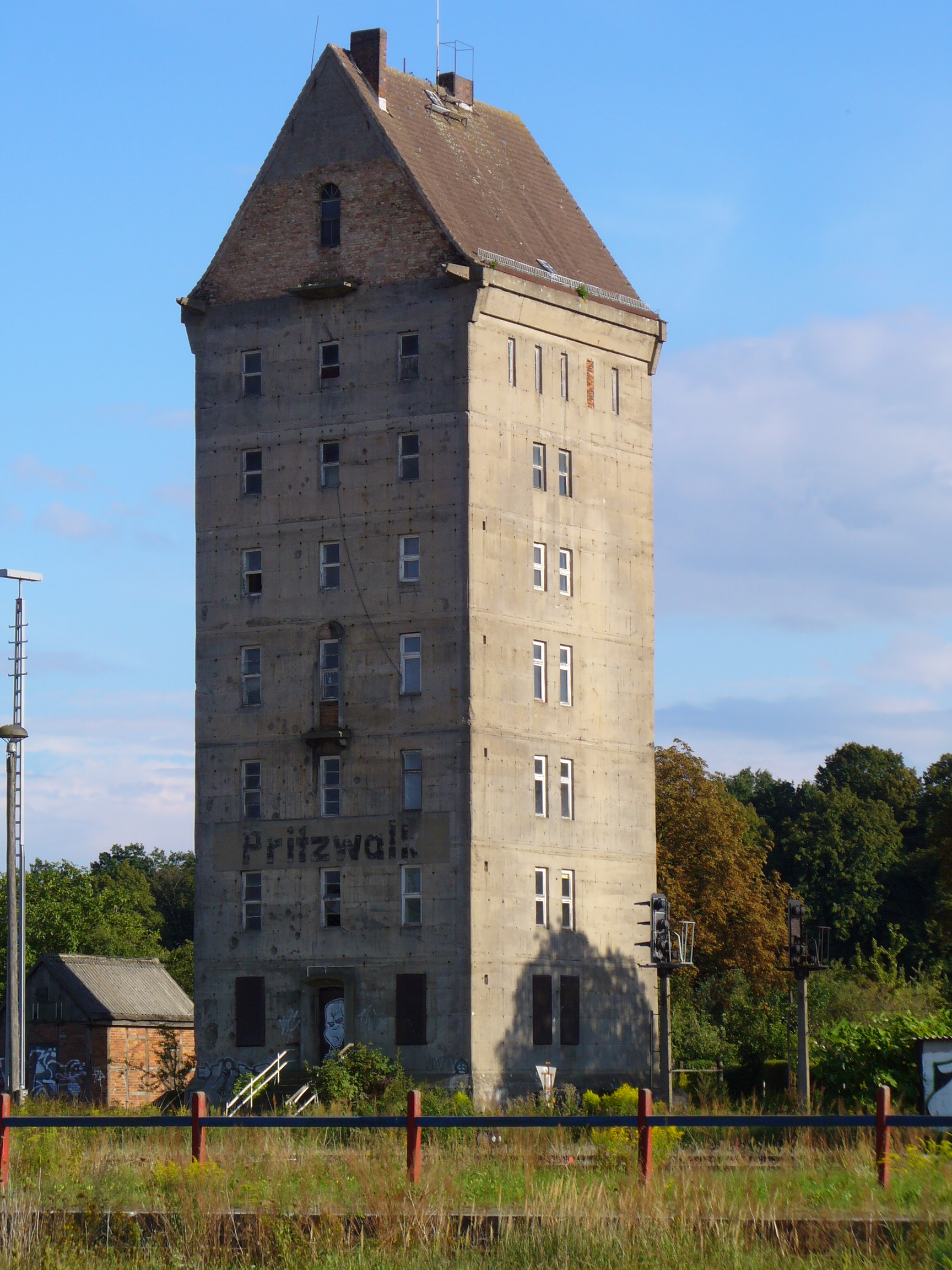